# Ga Nammunsan

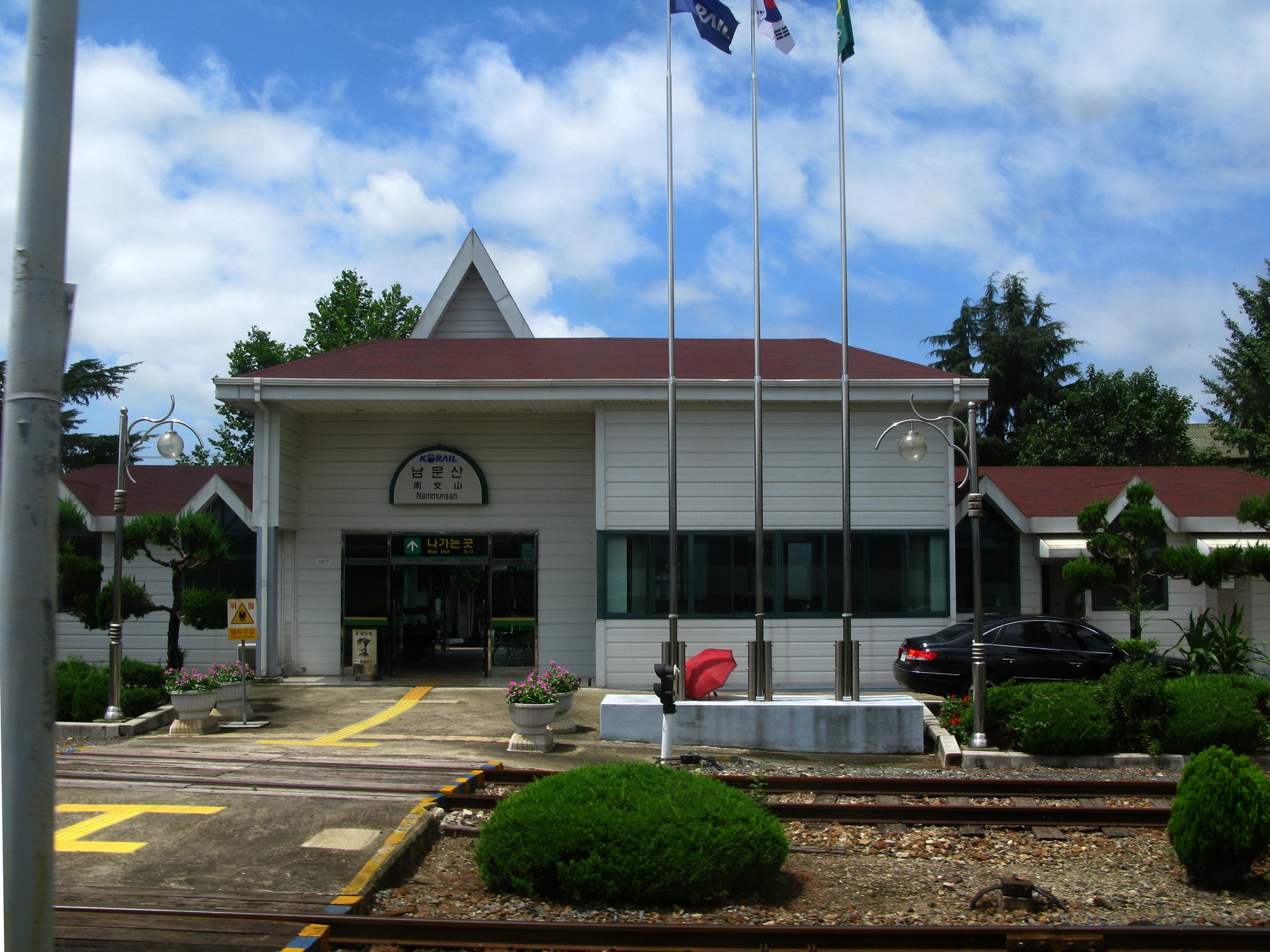
Nhà ga Nammunsan

Ga Nammunsan là ga trên Tuyến Gyeongjeon ở Hàn Quốc.